# Æneas
Æneas (græsk: Αἰνείας (Aineías); latin: Aenēas (med tryk på næstsidste stavelse)) er i græsk og romersk mytologi og litteratur en trojansk helt, der overlever Trojas fald og grundlægger Rom. I Iliaden af Homer omtales han som "dardanernes konge" (trojanernes forbundsfæller), og næst efter Hektor deres bedste fører. I romersk mytologi regnes Æneas som Romulus' stamfader. Han er hovedperson i Vergils epos Æneiden, hvor han beskrives som den, der ledede de overlevende trojanere til Italien. Den juliske slægt hævdede at nedstamme fra Æneas' søn Ascanius, også kaldet Iulus.
Ifølge traditionen var Æneas søn af Anchises (en fætter til Priamos) og selveste Afrodite/Venus.

## Flugten fra Troja
Den faldne Hektors genfærd opfordrede Æneas til at forlade Troja, medbringende penaterne (et for græsk mytologi ukendt væsen). Æneas forlod derfor Troja med sin far og søn, samt Palinurus. Æneas' kone Creusa, mor til Ascanius, forsvandt for dem under flugten, og da Æneas vendte tilbage for at finde hende, mødte han kun hendes genfærd.
Trods Junos modvilje nåede Æneas frem til Karthago med sit følge. Her mødte han dronning Dido, som han forelskede sig i. Guderne (bortset fra Juno) forlangte dog, at han fortsatte sin rejse mod Italien for at fuldføre sin skæbne, nemlig at grundlægge Rom.
Efter et kort besøg hos Sibyllen og i underverdenen kom han frem til de syv høje. Latinernes konge Latinus ønskede først Æneas' følge velkommen og lod dem slå sig ned i Latium. Hans datter Lavinia var lovet bort til Turnus, konge af rutulerne, et andet italisk folk i Latium, men en spådom forlød, at Lavinia ville blive forlovet med en mand fra et andet land. Da Æneas så dukkede op, brød Latinus sin datters forlovelse, og Turnus erklærede krig mod Æneas på opfordring af Juno. Etruskernes konge Mezentius og Latinus' dronning Amata allierede sig mod Æneas. Amata modsatte sig, at hendes datter skulle gifte sig med denne fremmede, og skjulte Lavinia i skoven. Æneas' trojanere vandt imidlertid slaget, hvor Turnus blev dræbt. Da Amata fik udfaldet at høre, hængte hun sig.
Æneas omtales også af Ovid og Livius.